# Canal 53 Madrid
Canal 53 fue un canal de televisión de la Comunidad de Madrid, España, con sede en Aravaca. Comenzó su emisión en el año 2000, con contenidos provenientes principalmente de la productora audiovisual Arait Multimedia, con la que compartía sede y propietario.
En 2005, el gobierno de la Comunidad de Madrid ordena el cierre de 21 emisoras locales que operaban sin licencia administrativa entre las que se encontraba Canal 53. Tras varios años con problemas en la emisión, la cadena echó el cierre en 2011, presentando la quiebra definitiva en abril de 2014.